# Caimbé
O Caimbé (Coussapoa asperifolia) é um arbusto ou árvore de até 15 metros, da família das cecropiáceas, que ocorre na Amazônia. Possui madeira escura, de qualidade, resina amarelada, lactescente, com propriedades cicatrizantes, folhas obovadas, grossas, ásperas, flores em capítulos, e frutos de que se faz tinta pardo-escura.
380 × 500 - umpedeque.com.br